# Horst Dieter Schlosser
Horst Dieter Schlosser (* 2. Mai 1937 in Düsseldorf; † 24. Februar 2024) war ein deutscher germanistischer Mediävist und Linguist. Er war von 1972 bis 2002 Professor für deutsche Philologie an der Goethe-Universität Frankfurt am Main und von 1991 bis 2010 Sprecher der sprachkritischen Aktion „Unwort des Jahres“.

## Leben
Horst Dieter Schlosser studierte Germanistik, Geschichte, Philosophie und Pädagogik an den Universitäten von Hamburg, Münster und Freiburg i.Br. Er legte 1962 in Hamburg das 1. Staatsexamen für das Lehramt an Gymnasien ab und promovierte 1965 am gleichen Ort mit Untersuchungen zum sog. lyrischen Teil des Liederbuches der Klara Hätzlerin. Anschließend war er wissenschaftlicher Assistent und ab 1969 Akademischer Rat am Deutschen Seminar (unter Helmut Brackert) der Johann-Wolfgang-Goethe-Universität Frankfurt am Main. Schlosser wurde 1972 auf eine Professur für Deutsche Philologie an der Universität Frankfurt berufen, die er bis zu seinem Eintritt in den Ruhestand 2002 innehatte. Von 1976 bis 1978 und von 1988 bis 1999 bekleidete er das Amt des Vizepräsidenten der Goethe-Universität.
Schlosser untersuchte insbesondere den Wandel des gesprochenen und geschriebenen Wortes, u. a. am Beispiel der Frankfurter Stadtmundart, ferner den Sprachgebrauch in der DDR, den Bereich „Technik und Sprache“ sowie Medizinische Ethik. Daneben veröffentlichte er auch über althoch- und altniederdeutsche Texte sowie über Literaturgeschichte. Er war Initiator und von 1991 bis 2011 Sprecher der sprachkritischen Aktion „Unwort des Jahres“. Von 1983 bis 2017 war er Vorsitzender des Zweigs Frankfurt am Main der Gesellschaft für deutsche Sprache, seit 1991 korrespondierendes Mitglied des Collegium Europaeum Jenense der Universität Jena.
Schlosser zählte zu den namhaften Linguisten in Deutschland, der neben seiner Unwort-Initiative wichtige Publikationen wie den „Atlas deutscher Literatur“ und „Sprache unterm Hakenkreuz“ veröffentlicht hat.
2016 erschien von ihm „Die Macht der Worte. Ideologien und Sprache im 19. Jahrhundert“. Zuletzt arbeitete er an einem Buch zum Sprachwandel um indoeuropäischen Sprachraum aufgrund geographischer und sozialer Differenzierungen der verschiedenen Sprechergemeinschaften; das Buch erschien Ende November 2023, wenige Wochen vor seinem Tod.
Bekannt war Horst Dieter Schlosser zudem für sein humorvolles Sprachtalent, mit dem er nicht nur auf Pressekonferenzen zum Unwort die Anwesenden unterhielt, sondern auch Generationen von Germanistik-Studenten Sprachgeschichte, -entwicklung und -wandel nahebrachte und in zahlreichen Vorträgen der „Gesellschaft für deutsche Sprache“ für ein kritisches Sprachbewusstsein warb.

## Werke (Auswahl)
als Autor
- dtv-Atlas: Deutsche Literatur. Deutscher Taschenbuch-Verlag, München 1983, ISBN 978-3-423-03219-3.
- Die literarischen Anfänge der deutschen Sprache. Ein Arbeitsbuch zur althochdeutschen und altniederdeutschen Literatur. Erich Schmidt Verlag, Berlin 1977, ISBN 978-3-503-01248-0.
- Die deutsche Sprache in der DDR zwischen Stalinismus und Demokratie. 2. Auflage. Verlag Wissenschaft und Politik, Köln 1999, ISBN 978-3-8046-8861-2.
- Lexikon der Unwörter. Bertelsmann-Lexikon-Verlag, Gütersloh 2000, ISBN 978-3-577-10449-4.
- Es wird zwei Deutschlands geben. Zeitgeschichte und Sprache in Nachkriegsdeutschland 1945–1949. Lang, Frankfurt am Main 2005, ISBN 978-3-631-53705-3.
- Atlas deutscher Literatur. Tafeln und Texte. Graphik Uwe Goede. 10. Auflage. Deutscher Taschenbuch Verlag, München 2006, ISBN 978-3-423-03219-3.
- Sprache unterm Hakenkreuz. Eine andere Geschichte des Nationalsozialismus. Böhlau Verlag, Köln 2013, ISBN 978-3-412-21023-6.
- Die Macht der Worte. Ideologien und Sprache im 19. Jahrhundert. Böhlau Verlag, Köln 2016, ISBN 978-3-412-50557-8.
- Notabene DDR. Ein historisch-kritisches Lexikon. Weißensee Verlag, Berlin 2019, ISBN 978-3-89998-322-7.
- Sprachwandel und Normenkonkurrenz: Deutsch im indoeuropäischen Rahmen. tredition, Ahrensburg 2023, ISBN 978-3-347-77927-3.

als Herausgeber
- Althochdeutsche Literatur. Mit Proben aus dem Altniederdeutschen. Ausgewählte Texte mit Übertragungen und Anmerkungen. Fischer-Bücherei, Frankfurt am Main 1970.
  - 2. überarbeitete und erweiterte Auflage: Erich Schmidt Verlag, Berlin 2004, ISBN 978-3-503-07903-2.
- Hermann von Sachsenheim: Die Mörin. Nach der Wiener Handschrift ÖNB 2946. Brockhaus, Wiesbaden 1974, ISBN 3-7653-0061-6.
- Mit Hippokrates zur Organgewinnung? Medizinische Ethik und Sprache. Lang, Frankfurt am Main 1998, ISBN 978-3-631-33006-7.
- Sprache und Kultur. Lang, Frankfurt am Main 2000, ISBN 978-3-631-37051-3.
- Das Deutsche Reich ist eine Republik. Beiträge zur Kommunikation und Sprache der Weimarer Zeit. Lang, Frankfurt am Main 2003, ISBN 978-3-631-39071-9.

## Belege
1. ↑  Traueranzeige in: Frankfurter Rundschau vom 16. März 2024, S. 47, Traueranzeige online.
2. ↑  Erfinder des „Unworts des Jahres“ gestorben. Auf: faz.net vom 20. März 2024.
3. ↑  Publikationen bis 2014. (Memento vom 15. März 2014 im Internet Archive). Im Original publiziert auf uni-frankfurt.de.

| Personendaten    | Personendaten           |
| ---------------- | ----------------------- |
| NAME             | Schlosser, Horst Dieter |
| KURZBESCHREIBUNG | deutscher Germanist     |
| GEBURTSDATUM     | 2. Mai 1937             |
| GEBURTSORT       | Düsseldorf              |
| STERBEDATUM      | 24. Februar 2024        |